# Єлисеєв Сергій Григорович
Єлисеєв Сергій Григорович (фр. Serge Elisseeff, Серж Єлисеєфф (Serge Elisséeff), 13 січня, 1889, Санкт-Петербург — 13 квітня, 1975) — французький науковець японіст,  мистецтвознавець, росіянин за походженням.

## Російський період
Народився в Санкт-Петербурзі. Походив із родини Григорія Єлисеєва, відомого власника великих Єлисеєвських крамниць в Санкт-Петербурзі та в Москві.
Захоплення Дальнім Сходом та мистецтвом тамтешніх країн почалося з відвідин 1900 року Всесвітньої виставки в Парижі, куди сина вивіз батько і де був репрезентативний павільйон імператорської Японії. У молодика збільшилась зацікавленість в мистецтві і культурі Японії по закінченні Російсько-японської війни 1904–1905 рр.
Був знайомим з російським індологом, Ольденбургом Сергієм Федоровичем (1863–1934), котрий і переконав молодика вивчати мистецтво та культуру Японії. Молодий Елисеєв відбув у Берлін, де влаштувався в тамтешній університет для вивчення японського мистецтва. На той час в Берліні сформувався відомий в Європі центр японістики.

## Японський період
Навчання в Берлінському університеті не задовольнило молодого науковця і він відбув в Токіо. Гроші заможної родини дозволили жити і отримати вищу освіту в Токійському імператорському університеті та удосконалити знання японської мови. Таким чином, Сергій Григорович став першим європейцем, котрий навчався в Токійському імператорському університеті і отримав там вищу освіту. Перебування в університеті Єлисеєв подовжив на два роки заради навчання в аспірантурі (1912–1914). 1914 р. він повернувсяв Санкт-Петербург, де одружився.
З 1916 року став приват-доцентом в Петербурзькому університеті і перекладачем з японської в Міністерстві закордонних справ. Став членом Товариства російських орієнталістів, де керував сектором Японії.

## Еміграція у Францію
Буремні події 1917–1918 рр. пережив в Росії. На початку 1920 року був заарештований, але його тимчасово відпустили. Восени 1920 року він назавжди емігрував у Францію разом із родиною через Швецію та Швейцарію. В новій батьківщині продовжив вивчення японської культури і японського мистецтва. Про знавця японської мови дізнались в Парижі, серед них — і тодішній японський дипломат в Парижі Х. Асида. За його рекомендаціями Серж Єлисеєфф був прийнятий на посаду перекладача з французької та японської. Брав участь в створені статей для французького журналу про Японію, друк якого спонсорувала японська держава. Декотрий час керував будинком японських студентів, котрі навчались в столиці Франції. Згодом став викладачем японської літератури і мови в університеті Сорбони та в школі живих східних мов. Викладав історію японського мистецтва в школі музею Лувр. На початку 1930-х років родина Єлисеєвих отримала громадянство Франції, котре зберігала до смерті.

## Праця в Сполучених Штатах
1932 року Серж Єлисеєфф отримав запрошення на працю в Сполучені Штати. З 1934 року він працював директором Янцзинського інституту при Гарвардському університеті. Синхронно він працював в центрі досліджень Китаю та Японії, котрий теж існував в Гарвардському університеті. Серж Єлисеєфф працював в Сполучених Штатах майже двадцять п'ять років, де став засновником американської школи  японістики.

## Смерть у Франції
Єлисеєв Сергій Григорович завжди зберігав отримане французьке громадянство - навіть в роки довгої праці в Сполучених Штатах. По закінченні праці в США повернувся у Францію, де і помер в квітні 1975 року.

## Родина
Був одружений. Мав двох синів, кожний із яких став науковцем.
- Никита Єлисеєв — професор-арабіст, працював в місті Дамаск.
- Вадим Єлисеєв — директор з науки в Вищій школі університету Сорбони, директор музею Сернюш в місті Париж.

## Друковані твори французькою
- La Peinture contemporaine au Japon (1923)
- Neuf nouvelles japonaises (1924)
- Le Théâtre Japonais (kabuki) (1932), avec Alexandre Iacovleff
- Elementary Japanese for university students (1941)
- Elementary Japanese for college students (1944)
- Selected Japanese texts for university students (1944)
- Japan : frühe buddhistische Malereien (1959)
- Serge Elisséeff et Takaaki Matsushita : Art bouddhique japonais publié par la New York Graphic Society en partenariat avec l'Unesco
- Serge Elisséeff & Takehiko Yoshihashi : Elementary Japanese for College Students; Harvard University Press, 1963